# Adela Xenopol
Adela Xenopol (n. 1861, Iași, Principatele Unite ale Moldovei și Țării Românești – d. 11 mai 1939, București, România) a fost o scriitoare, prozatoare și autoare română. A publicat atât literatură, cât și broșuri feministe, fiind fondatoarea mai multor reviste, anume „Dochia” (1896-1898), „Românca” (1905-1906), „Viitorul româncelor” (1912-1916) și „Revista scriitoarei” (1926-1928). În 1914, cu puțin înaintea izbucnirii Primului Război Mondial, a prezentat împreună cu alte feministe în fața Parlamentului Român o petiție privind sufragiul femeilor. În 1925 a fondat Societatea Scriitoarelor Române pentru a încuraja femeile să publice mai mult. În anul următor a fondat Revista scriitoarei, jurnal cu o influență majoră în diseminarea textelor feministe.

## Biografie
Adela Xenopol s-a născut în 1861, în Iași, capitala Moldovei, într-o familie de intelectuali . Originile familiei sunt obscure din cauza discrepanțelor între explicațiile oferite de Alexandru Dimitrie Xenopol și cele oferite de contemporanul său, Iacob Negruzzi. Negruzzi susținea că Dimitrie era evreu și emigrase în Moldova în jurul anului 1829. Alexandru, fiul lui Dimitrie și fratele Adelei, susținea că părinții tatălui său sunt de origine germană și engleză . Bunicul lui patern purta, conform spuselor sale, numele de Brunswick, iar numele de familie al soției sale fusese Smith. După ce le fusese refuzată căsătoria, cei doi au fugit împreună cu barca. Logodnica sa a fost pierdută în larg, dar Dimitrie a fost salvat de pescari și adus la mal în Norvegia sau Suedia, unde și-a petrecut timpul înainte de a se muta la Constantinopol. De aici a ajuns în Galați, unde s-a convertit la ortodoxism și a luat numele de Csenopolu, însemnând străin, care a fost ulterior schimbat în Xenopol. După sosirea în România, Dimitrie s-a căsătorit cu Maria Vasiliu, fiica unui dulgher, și a devenit funcționar în Consulatul Prusac de la Iași  . Cuplul a avut șase copii, incluzându-l pe Alexandru, care va deveni istoric; Filip, arhitect renumit; Maria; Nicolae, funcționar al statului;    Lucreția, profesoară de gimnaziu și ulterior prima femeie inclusă în Societatea de Geografie din București; și în final Adela .

## Studii
Xenopol a fost educată în străinătate, la Paris, făcând cursuri la College de France și a devenit ulterior una dintre primele femei care au luat parte la cursurile de la Sorbona. 

## Carieră
După terminarea studiilor, Xenopol s-a întors în Iași și a început cariera de scriitoare. Prima ei lucrare a fost Chestiunea femeilor, publicată în revista Femeia Română în ianuarie 1879. Articolul aborda idei feministe liberale și eliminarea restricțiilor de ordin legal și moral care subjugau femeile și le subordonau bărbaților.  Pe lângă broșuri feministe, ea a publicat versuri în jurnalul Suceava și în Revista Politică (1866). În 1888 a publicat Versuri și istorisiri la Iași.  A fondat și a editat revista lunară Dochia în București între 1896 și 1898, publicație pe tema drepturilor femeii. Revista cuprindea articole de la personalități culturale precum Maria Cunțan, Smaranda Gheorghiu, Cornelia Kernbach, Cincinat Pavelescu, Elena Sevastos, Vasile Urechia, care aveau rolul de a porni dezbateri pe tema rolului femeii în societate. Ea avea ca obiectiv emanciparea femeii în plan economic, intelectual, legal și politic.
Xenopol a publicat Între sfinți. Comedie într-un act în 1902 la Iași și anul următor, Spre lumină la București.[9] Între 1905 și 1906, a editat Românca la București  și, în 1910, a publicat la Paris o colecție de lucrări în limba franceză, Comedies. Tableaux de la vie roumaine (Comedii. Tablouri ale vieții românești). Colecția cuprindea poveștile „Un conflict céleste” (Un conflict ceresc); „Aux Eaux” (Către ape); „La Boite aux Lettres” (Cutia scrisorilor); „Le Poète” (Poetul); „Entre Artistes” (Între artiști); „Le Revenant” (Fantoma); „La Fille aux Mains d'Ouate” (Fata cu mâini de vată); „Le Trésor” (Comoara); "Bois, pourquoi te Balancer?" (Lemn, de ce te legeni?); "Romantism"; și „Paroles et Musique” (Versuri și muzică). O altă lucrare franceză publicată în 1910 la Geneva a fost Education et religion. Essai sur l'origine du Christianisme (Educație și religie. Eseu despre originea creștinismului).
Între 1912 și 1916, Xenopol a editat Viitorul româncelor. Revista a avut ca deviză celebra maximă a filozofului francez Descartes: Cuget, deci exist, deviză scrisă pe prima pagină a primului număr al revistei, care rezuma revolta a mii și mii de femei valoroase, dar lipsite de drepturi sociale și politice. În această revistă, în cuvântul introductiv, Adela Xenopol a realizat o scurtă istorie a presei feminine românești, evidențiind periodicele întemeiate și editate de femei: „Rândunica” de Elena D. O. Sevastos, „Altițe și bibiluri” de Smaranda Gheorghiu (Smara), „Buletinul” de Cornelia Emilian, „Revista noastră” de Constanța Hodoș, ș.a. Totodată, ea revendica argumentat „să se acorde dreptul de a vota deocamdată tuturor femeilor care se bucură de aceleași funcții și deci drepturi ca și bărbații”. 
Adela Xenopol și-a susținut convingerile feministe activând constant în cele mai reprezentative asociații feministe ale epocii, de exemplu, în Societatea Ortodoxă Națională a Femeilor Române, era una dintre liderele filialei din Iași. A contribuit la întemeierea acestei filiale în toamna anului 1910 și a colaborat cu alte lidere feministe, precum Olga Sturdza-Mavrocordat, Elena Meissner, Ella Negruzzi. Și istoricul Alexandru D. Xenopol, fratele Adelei, a participat la ședința de înființare a societății, și a susținut permanent asociația. Obiectivele asociației erau sociale, educative, culturale (înființarea de școli de fete, cămine, cantine). La cel de-al treilea congres al Societății Ortodoxe Naționale a Femeilor Române, care a avut loc la Iași, în noiembrie 1913, Adela Xenopol a evocat personalitatea Mariei Flechtenmacher, care a condus revista Femeia română și a inițiat multe acțiuni de binefacere. În anii 1916-1918, Adela Xenopol a sprijinit diverse inițiative ale asociației în contextul Primului Război Mondial: îngrijirea soldaților răniți în spitale din Iași, ocrotirea orfanilor de război, etc. 
În 1913, a publicat romanul istoric Pe urma războiului Roman  , iar în 1914 a condus un grup de alte feministe în prezentarea unei petiții către Parlamentul României prin care cereau dreptul de vot al femeilor. Acestea știau că preocupările și interesele lor se vor confrunta cu opoziție din partea politicienilor, deoarece aceștia considerau că femeile nu sunt pregătite pentru a participa activ în societate. Astfel, au fost temperate solicitările din petiție, cerând drepturile femeilor intelectuale de a vota și de a aplica la alegerile locale. Din cauza preocupărilor legate de Primul Război Mondial, politicienii nu au luat petiția în serios.  Deși a susținut participarea României la război ca naționalistă, Xenopol a preferat pacifismul și, pe tot parcursul războiului, a vorbit împotriva cuceririi de noi teritorii și în favoarea cetățenilor cu drepturi egale ca modalitate de a obține pacea.
Xenopol și-a publicat al doilea roman istoric, Uragan, în 1922. În 1925, a înființat Societatea Scriitoarelor Române, organizație menită să încurajeze femeile să își publice lucrările. În anul următor, ea a întemeiat un jurnal pentru societate, Revista scriitoarei și a servit ca redactor-șef până în anul 1928. Jurnalul a prezentat portrete ale feministelor proeminente precum Maria Baiulescu, Alexandrina Cantacuzino, Elena Văcărescu și a publicat lucrări ale unor personalități literare marcante, de gen atât masculin cât și feminin. Printre femeile care au scris pentru jurnal se numără Constanța Hodoș, Mărgărita Miller-Verghy, Sofia Nădejde, Hortensia Papadat-Bengescu și Izabela Sadoveanu-Evan, printre altele. A publicat Prin Cetatea Carpaților la București în 1928 prin Presa Curții Regale.

## Activitatea politică
Susține emanciparea femeii și se alătură mișcărilor feministe ale epocii. Editează sau conduce reviste precum „Dochia" (1896-1898), „Românca" (1905-1906), „Viitorul româncelor" (1912-1916) și „Revista scriitoarei" (1926-1928), în coloanele cărora își susține cauza și încurajează literatura feminină.

## Revista "Dochia"
Activitatea de jurnalistă a Adelei Xenopol a început cu articole publicate în revista „Femeia Română”, iar din 1896 a fondat și a condus revista lunară „Dochia” (mai 1896–aprilie 1898), „revista femeilor române”, al cărei obiectiv era răspândirea ideologiei și a literaturii feministe. Majoritatea articolelor publicate de Adela Xenopol în revista „Dochia” au tematică feministă, în care analiza, comenta și propunea soluții în diverse domenii ale vieții femeilor: legislație, administrație, politică, literatură, istorie, artă.
În primul articol-program al publicației, Adela Xenopol sublinia că: “Revista Dochia este menită să apere, să susțină și să cerceteze drepturile femeii, atât cât i se pot înlesni prin mijloacele și nevoile țării. […] Încep cu femeia în Istoria românilor, pentru a dovedi că ea a fost vrednică în toate timpurile, apoi voi păși în literatură, muzică, teatru, și pentru a împlini întreg acest cadru, voi da luminei, rând pe rând, toate frumusețile din trecut și actuale.”
În primul număr al revistei „Dochia”, Adela Xenopol a publicat și eseul Emanciparea femeii române, în care critica rânduielile sociale, în special obiceiul de a ține femeile subordonate bărbaților, dreptul lor de a ieși în oraș numai însoțite. Ea scria: “Am spus că majoritatea femeilor noastre sunt sclave și păpuși, noroc că multe din ele prin minți sănătoase, citire și pilde vrednice, cari ne vin din alte țări, au ajuns a dovedi că și la noi femeea poate mai mult decât se crede și vom dovedi-o”. .

## Operă literară
- Versuri și istorisiri, Iași, 1888;
- Între sfinți, prefață de Leon Claretie, Iași, 1902;
- Spre lumină, București, 1903;
- Comedies. Tableaux de la vie roumaine, Paris, 1910;
- Education et religion, Geneva, 1910;
- Pe urma războiului, București, 1913;
- Uragan, București, 1922;
- Prin Cetatea Carpaților, București, 1928.

## Moartea
Adela Xenopol a murit la 10 mai 1939 și odată cu moartea ei, mișcările feministe și democratice din România și-au pierdut unul dintre cei mai importanți contribuitori și activiști. 